# Arabischer Nationenpokal 1985
Der Arabische Nationenpokal 1985 war das vierte Fußballturnier des Arabischen Nationenpokals. Dieser Wettbewerb wurde in Saudi-Arabien in der Stadt Ta'if ausgetragen. Die Mannschaften spielten in einem Ligasystem in zwei Gruppen gegeneinander. Die Gruppenbesten zogen in die K.O.-Runde ein. Der Irak gewann zum dritten Mal.

## Gruppe  A
| Pl. | Verein        | Sp. | S | U | N | Tore    | Diff. | Punkte |
| --- | ------------- | --- | - | - | - | ------- | ----- | ------ |
| 1.  | Saudi-Arabien | 2   | 2 | 0 | 0 | 005:000 | +5    | 06     |
| 2.  | Katar         | 2   | 1 | 0 | 1 | 002:100 | +1    | 03     |
| 3.  | Jordanien     | 2   | 0 | 0 | 2 | 000:600 | −6    | 0      |

|               |   |           |     |
| Saudi-Arabien | – | Jordanien | 4:0 |
| Katar         | – | Jordanien | 2:0 |
| Saudi-Arabien | – | Katar     | 1:0 |

## Gruppe  B
| Pl. | Verein      | Sp. | S | U | N | Tore    | Diff. | Punkte |
| --- | ----------- | --- | - | - | - | ------- | ----- | ------ |
| 1.  | Bahrain     | 2   | 1 | 1 | 0 | 003:100 | +2    | 04     |
| 2.  | Irak        | 2   | 1 | 1 | 0 | 003:100 | +2    | 04     |
| 3.  | Mauretanien | 2   | 0 | 0 | 2 | 000:400 | −4    | 0      |

|         |   |             |     |
| Irak    | – | Bahrain     | 1:1 |
| Bahrain | – | Mauretanien | 2:0 |
| Irak    | – | Mauretanien | 2:0 |

## Halbfinale
|         |   |               |     |
| Irak    | – | Saudi-Arabien | 3:2 |
| Bahrain | – | Katar         | 1:1 |

## Spiel um den dritten Platz
|               |   |       |                |
| Saudi-Arabien | – | Katar | 1:1, 4:1 i. E. |

## Finale
|      |   |         |     |
| Irak | – | Bahrain | 1:0 |